# أراب آيدول (الموسم 4)
الموسم الرابع من أراب آيدل انطلق في 4 نوفمبر 2016. ويقدمه الممثل والمغني المصري أحمد فهمي وكان من من المفترض أن تحل اللبنانية رزان جمال محل أنابيلا هلال في هذا الموسم خلال مرحلة العروض المباشرة إلا أن رزان جمال لم ترق لها تجربة تقديم هذا البرنامج.
الفائز بهذا الموسم هو الفلسطيني يعقوب شاهين ليكون هو محبوب العرب الرابع بعد فوز السوري حازم شريف في الموسم السابق•

## لجنة التحكيم
لجنة التحكيم هي المسؤولة عن اختيار المتسابقين من بين جميع المرشحين، كما المسؤولة عن تقييم أداء الذي بقوا في المسابقة وإعطائهم النصائح والإرشادات اللازمة لكي يكون غنائهم أفضل في الحلقة التالية وليبقوا فترة أطول في البرنامج. اللجنة مؤلفة من أربع فنانين كبار هم:
- وائل كفوري - مغني.
- نانسي عجرم - مغنية.
- أحلام الشامسي - مغنية.
- حسن الشافعي - ملحن، موزع ومنتج موسيقي.

## تجارب الآداء

### الحلقة الأولى
- المغرب
- الأردن

### الحلقة الثانية
- الجزائر
- العراق
- تركيا

### الحلقة الثالثة
- البحرين
- لبنان
- فلسطين

### الحلقة الرابعة
- الإمارات العربية المتحدة
- مصر

### الحلقة الخامسة
تم انتقاء 64 متسابق من بين كل الذين تقدموا للاشتراك لكي ينتقلوا لمرحلة التصفيات الثانية، حيث اختير 25 متسابق، ثمانية عشرة شاب وسبع بنات، للمرحلة الثالثة ما قبل النهائية والمتأهلين هم:
| الذكور - مصر، حسين محمد - مصر، محمد سعيد - مصر، محمد مصطفى - فلسطين، أمير دندن - فلسطين، شادي دكور - فلسطين، نادر حمّودة - فلسطين، يعقوب شاهين - لبنان، تامر ضاهر - لبنان، وليد بشارة - تونس، حسام الشويخي - اليمن، احمد الحمزي - اليمن، عمّار محمّد - البحرين، بدر الحسن - السعودية، بندر مقري - سوريا، ربيع زيّود - الأردن، مهند حسين - العراق، همام إبراهيم | الإناث - مصر، إسراء جمال - مصر، داليا سعيد - مصر، سمر الحسيني - فلسطين، روان عليان - فلسطين، نادين خطيب - الجزائر، كاميليا ورد - المغرب، كوثر براني |

## النتائج الأسبوعية
المغادرين حسب الأسابيع:
- 1.  حسام الشويخي
- 2.  بندر مقري
- 3.  إسراء جمال
- 4.  نادين خطيب
- 5.  وليد بشارة
- 6.  كوثر براني
- 7.  همام إبراهيم
- 8.  داليا سعيد
- 9.  مهند الحسين
- 10.  محمد بن صالح
- 11.  عمار محمد
- 12.  أمير دندن
- 13.  يعقوب شاهين حامل اللقب

## ضيوف العروض المباشرة
| رقم الحلقة       | الضيف(ة)         | تاريخ عرضها    |
| ---------------- | ---------------- | -------------- |
| 1                | كاظم الساهر      | 7 يناير 2017   |
| 2                | ملحم زين         | 14 يناير 2017  |
| 3                | الشاب خالد       | 21 يناير 2017  |
| 4                | أنغام            | 28 يناير 2017  |
| 5                | صابر الرباعي     | 4 فبراير 2017  |
| 6                | أصالة نصري       | 11 فبراير 2017 |
| 7                | ماجد المهندس     | 18 فبراير 2017 |
| الأداء النهائية  | محمد عساف        | 24 فبراير 2017 |
| النتائج النهائية | شيرين عبد الوهاب | 25 فبراير 2017 |

## الفائز بلقب (محبوب العرب)
في الحلقة الأخيرة في 25 فبراير 2017، فاز يعقوب شاهين من فلسطين باللقب في الموسم الرابع من البرنامج، متغلباً على منافسيه عمار محمد من اليمن، وأمير دندن من فلسطين، وكانت هذه المرة الأولى من بدء البرنامج أن يصل اثنان من المتسابقين إلى النهائيات من فلسطين 